# Captain Toad: Treasure Tracker
Captain Toad: Treasure Tracker (japanischer Originaltitel: 進め! キノピオ隊長, Susume! Kinopio-taichō, deutsch etwa „Vorwärts Marsch! Truppenführer Toad“) ist ein Rätselspiel, das von dem japanischen Videospielhersteller Nintendo in Europa am 2. Januar 2015 für die Wii U veröffentlicht wurde. Am 13. Juli 2018 erschienen Ports für den Nintendo 3DS und die Nintendo Switch, welche zusätzlich zu den alten Leveln neue Level thematisch aufbauend auf Super Mario Odyssey sowie auch einen Zwei-Spieler-Modus in der Switch-Version enthalten.

## Spielprinzip
Captain Toad: Treasure Tracker ist an die Captain-Toad-Level aus Super Mario 3D World angelehnt. In dem Spiel steuert der Spieler Captain Toad, der in dreidimensionalen Rätsel-Irrgärten den richtigen Weg zu einem aus Juwelen und Power-Sternen bestehenden Schatz finden und Gegnern und deren Attacken ausweichen muss. Der Protagonist kann dabei jedoch nicht springen, er kann lediglich Gegner wie Piranha-Pflanzen mit einer Spitzhacke abwerfen und muss Fallen, die überall platziert sind, überwinden.
Das Spiel besteht aus Spielwelten wie Geisterhäusern, Hügeln und Leveln im Weltraum. Zudem gibt es Endgegner wie den riesigen Vogel Wingo und einen Drachen, der in einem Vulkan lebt.

### Amiibo
Im Januar 2015 wurde angekündigt, dass im März des gleichen Jahres ein Toad-Amiibo veröffentlicht würde. Mit ihm sei es möglich, einen neuen Modus zu spielen, in welchem man in verschiedenen Levels einen Pixel-Toad finden könne. Dieses Feature wurde wie angekündigt am 20. März als Software-Update zur Verfügung gestellt.

## Handlung
Zu Beginn des Spieles brechen Captain Toad und Toadette zu einem Abenteuer auf, wobei Toadette jedoch von einer riesigen Elster namens 'Wingo entführt wird. Daraufhin ist es die Aufgabe von Captain Toad, sie zu retten. Nachdem er das geschafft hat, wiederholt sich das ganze, nur dass dieses Mal Captain Toad entführt wird und der Spieler Toadette steuert. Danach beginnt eine dritte Episode, in der sich beide verlieren und man auf der Suche nacheinander beide abwechselnd spielt. Außerdem gibt es noch Bonus-Levels in der Wii U Version, in denen man Captain Toad in umgebauten Super-Mario-3D-World-Leveln spielen kann. Diese sind nur verfügbar, wenn ein Spielstand von Super Mario 3D World vorhanden ist. In der Nintendo-Switch-Portierung sind diese Bonus-Level nicht enthalten.

## Entwicklung und Veröffentlichung
Das Spiel wurde am 10. Juni 2014 auf der E3-Pressekonferenz von Nintendo angekündigt.
In einer Nintendo Direct am 13. Februar 2019 wurden ein kostenloses Update, welches einen Mehrspieler-Modus ermöglicht, und der DLC Captain Toad: Treasure Tracker – Spezial-Episode für die Nintendo-Switch-Version des Spiels angekündigt. Das Update wurde am selben Tag veröffentlicht. Am 14. März 2019 erschien der DLC, der weitere Herausforderungen und neue Level enthält, zusammen mit einem Set, welches das Spiel und den DLC enthält.

## Rezeption
Das Spiel erreichte einen Metascore von 81 und eine durchschnittliche Bewertung von 81,01 % bei GameRankings.